# Déserts en Iran

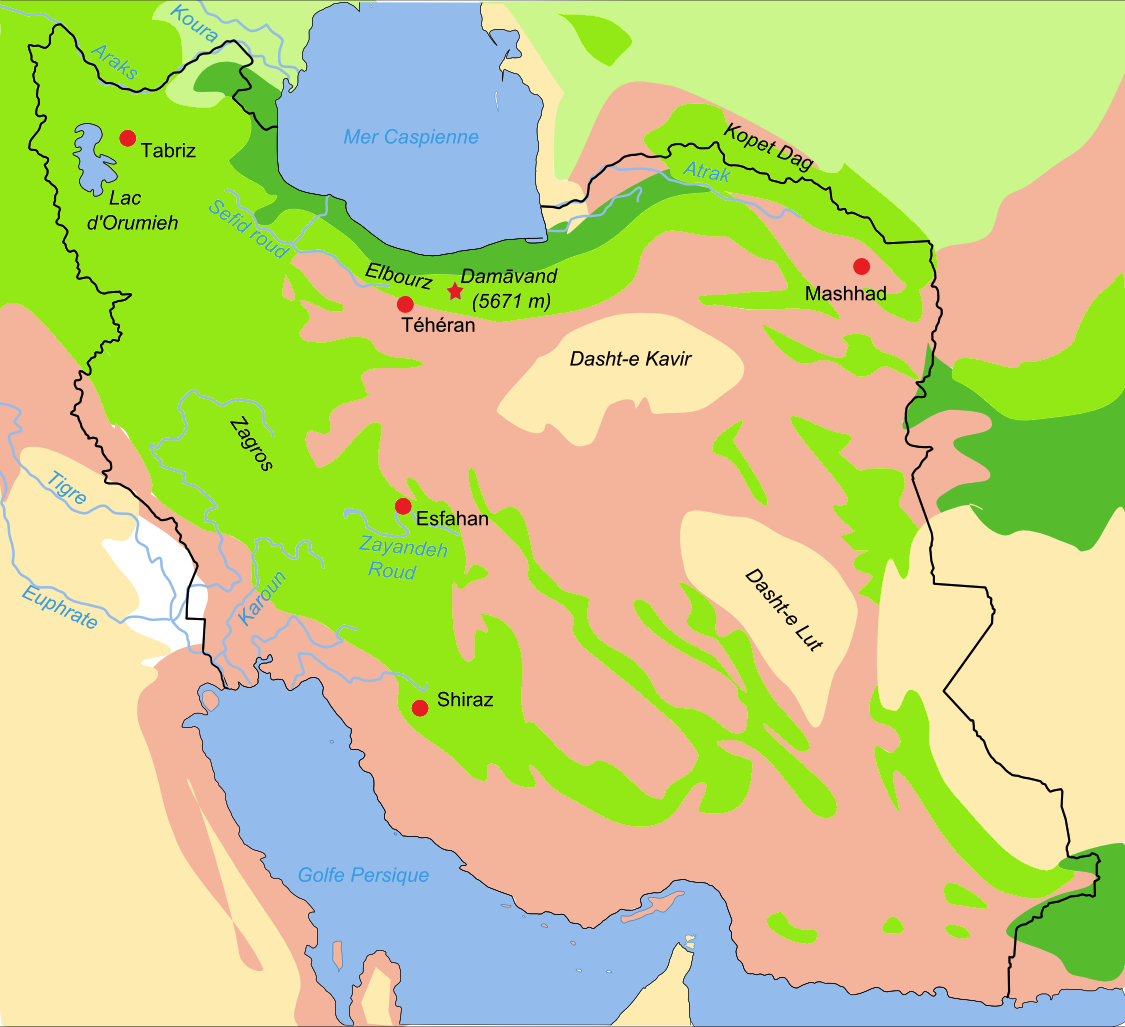
Biotopes d'Iran :
Steppes arborées
Forêts et zones arborées
Zones semi désertiques
Plaines désertiques
Steppes
Marais saumâtres alluviaux

Les déserts en Iran occupent près de la moitié du territoire du pays. Ils présentent une grande diversité de types de sols : plaines couvertes de sel, dunes de sable, gravier gris, sols avec couverture végétale. Certaines parties du désert sont entièrement stériles ; elles sont appelées lūt (c'est-à-dire “nu”). D'autres, couvertes d'une végétation clairsemée, se prêtent à des usages agricoles ou pastoraux ; ces dernières s'étendent sur la plus grande partie la zone aride et sont appelées bīābān. Le persan emploie aussi bīābān comme terme générique pour désigner tout type de désert, stérile ou non.

## Situation géographique
Les  zones désertiques sont situées au centre du plateau iranien et occupent près de la moitié de la Perse. Dacht-e Kavir et Dacht-e Lout en forment une partie ; ce sont deux territoires stériles, où les précipitations annuelles moyennes sont très inférieures à 100 mm.

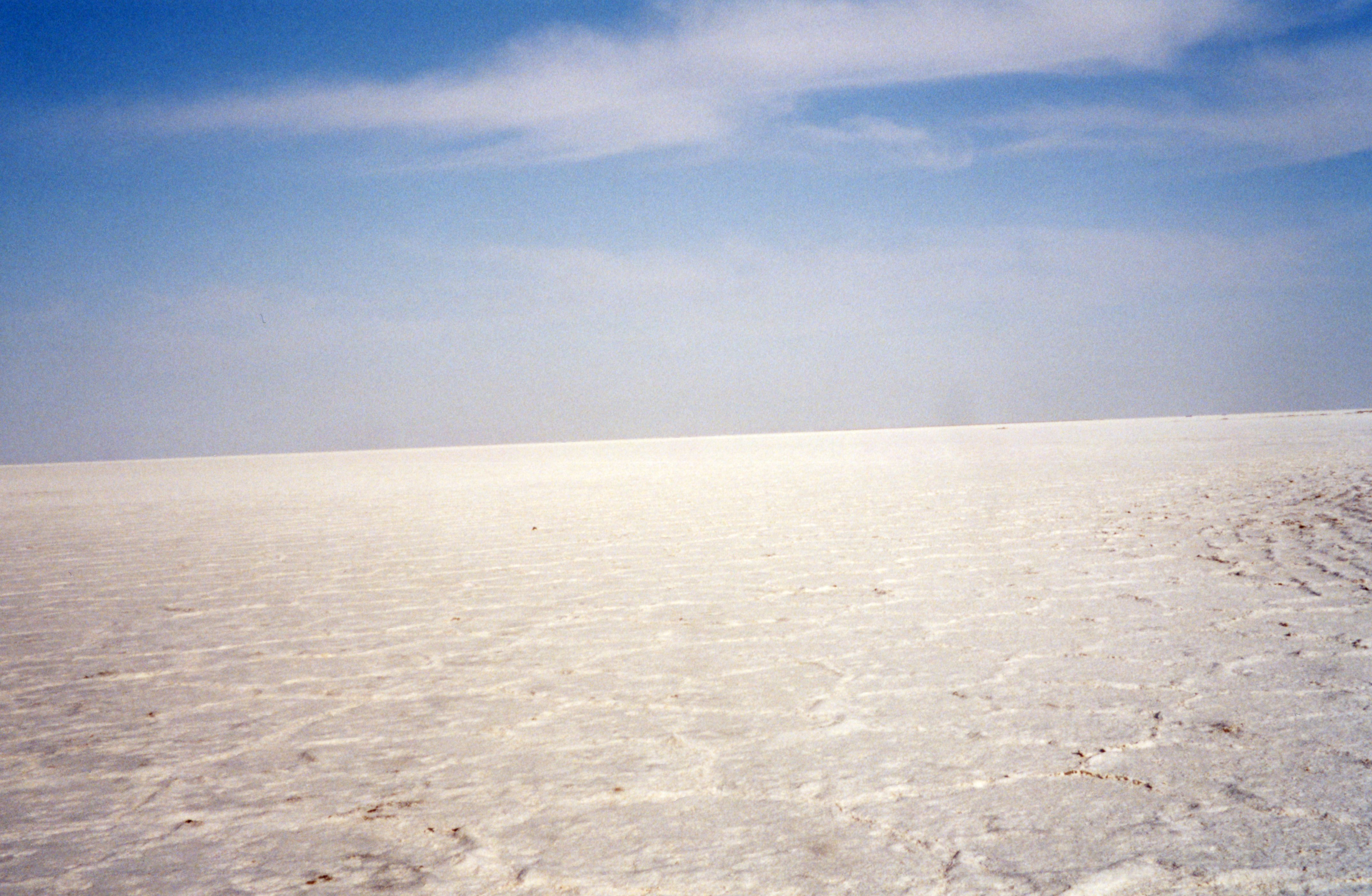
Désert de sel, Dacht-e Kavir

## Types de sols

### Le désert de sel ou «kavir»
Le kavir est un lac couvert de sel et devenu sec. Sa surface, dure et plane, peut cacher de la boue. Voir l'article kavir.

### Le désert de sable ou «erg»

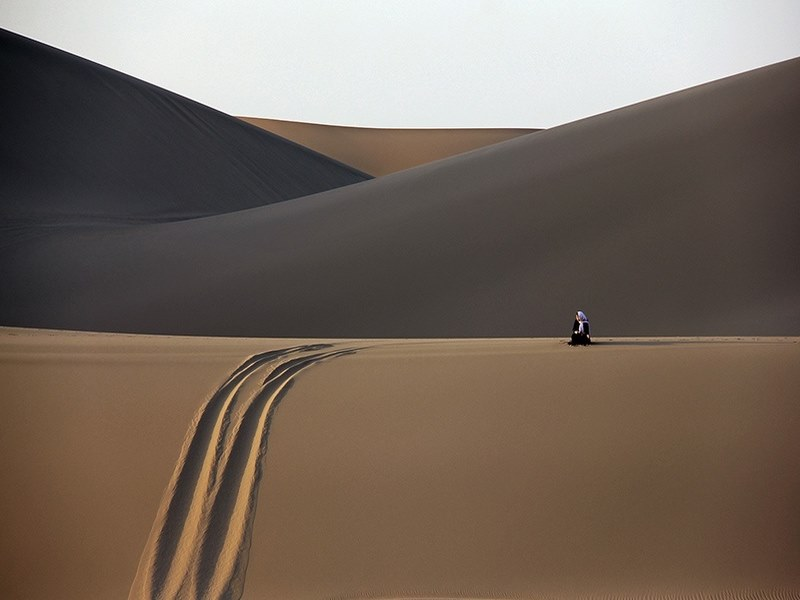
Erg dans Dasht-e Lut

Le deuxième type de désert  très présent est un  désert de sable, avec des zones de dunes qui peuvent soit se déplacer au gré des vents, soit être fixes, stabilisées par la végétation. Les géographes l'appellent « erg », terme emprunté à l'Afrique du Nord (rīg, ou rēg en persan).

### Le désert de gravier gris, ou «lut»
Les plaines de gravier gris peuvent être présentes dans tous les territoires désertiques ; les plus typiques se situent entre Kerman et Birjand (au sud-est de l'Iran).  

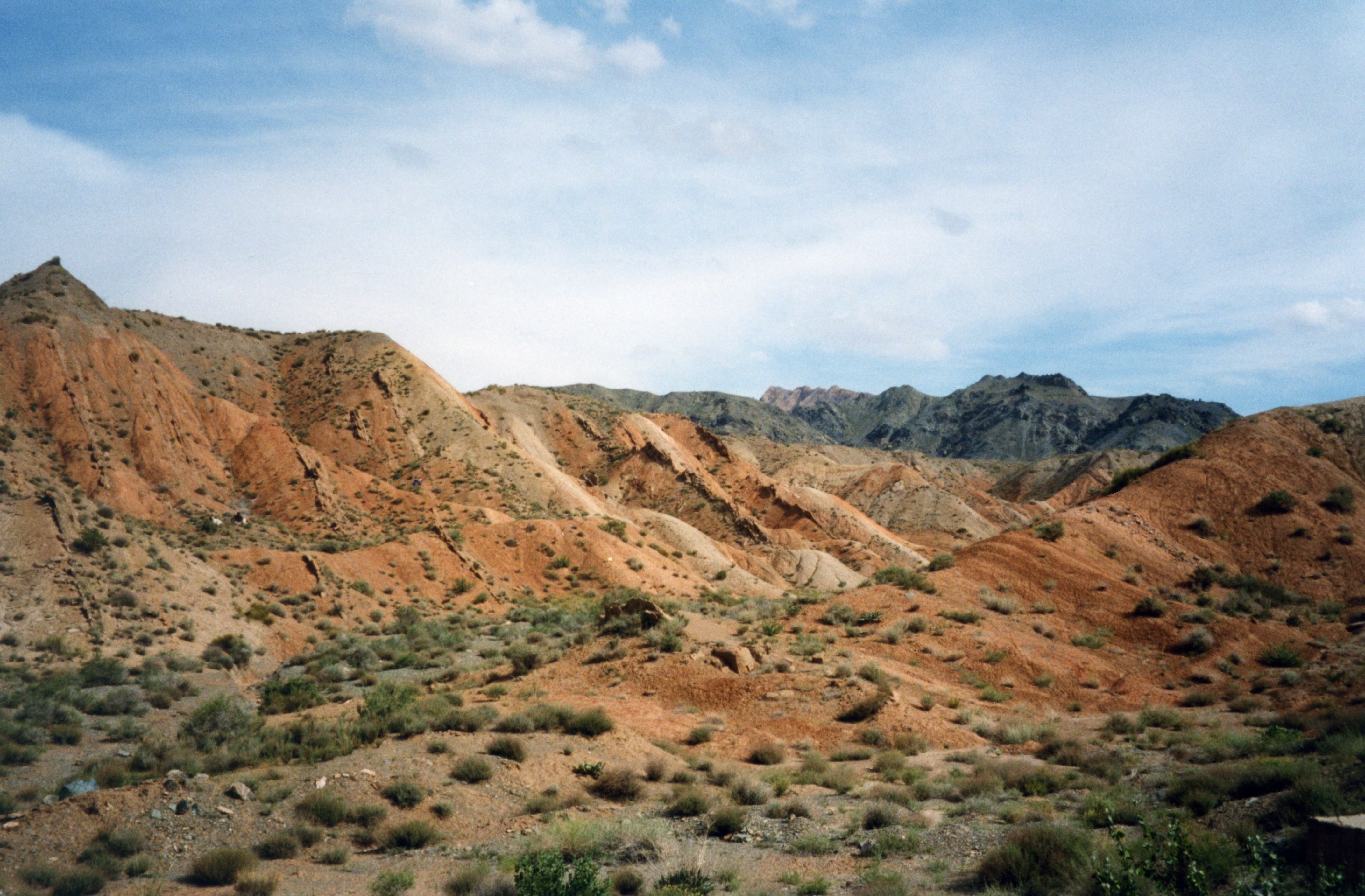
Biaban typique dans Dasht-e-Kavir

### Le désert admettant une couverture végétale, ou le «biaban» typique
Le bīābān typique n’est pas stérile à la différence du kavir, de l'erg et du lut. La végétation y occupe entre 5 et 30% de sa surface. Les températures n'excèdent pas  généralement les 30°C.. Il y pleut, surtout pendant l'hiver, et les précipitations annuelles moyennes dépassent 100 mm,— variant entre 100 et 400 mm. Il se prête aux pratiques pastorales, particulièrement au printemps, quand les plantes annuelles poussent en grand nombre. De petits arbustes pérennes forment par ailleurs l'essentiel de la végétation du biaban typique. Les eaux souterraines, abondantes par endroits, permettent également les pratiques agricoles. 
Le biaban typique peut être le lieu de tempêtes de poussière. 
Il couvre les zones montagneuses et le littoral caspien.

#### Agriculture
L'extension du biaban typique, où l'agriculture est possible, varie au fil du temps, en fonction surtout du degré d'investissement dans les techniques d'irrigation, appelées qanat. De nombreux témoignages attestent ce type de fluctuations au cours de l'histoire ; ainsi par exemple, Roudaki  écrit au Xe siècle : « De nombreux déserts étaient autrefois un agréable jardin / Des jardins agréables sont apparus qui étaient des déserts ». 

#### Pastoralisme
Les pasteurs les plus connus en Iran sont les Sangsarī, ainsi nommés d'après leur village d'origine, Sangsar, dans les montagnes d’Alborz, au nord de Semnān. Ces nomades sont les principaux pourvoyeurs de viande des grandes villes.

## Faune

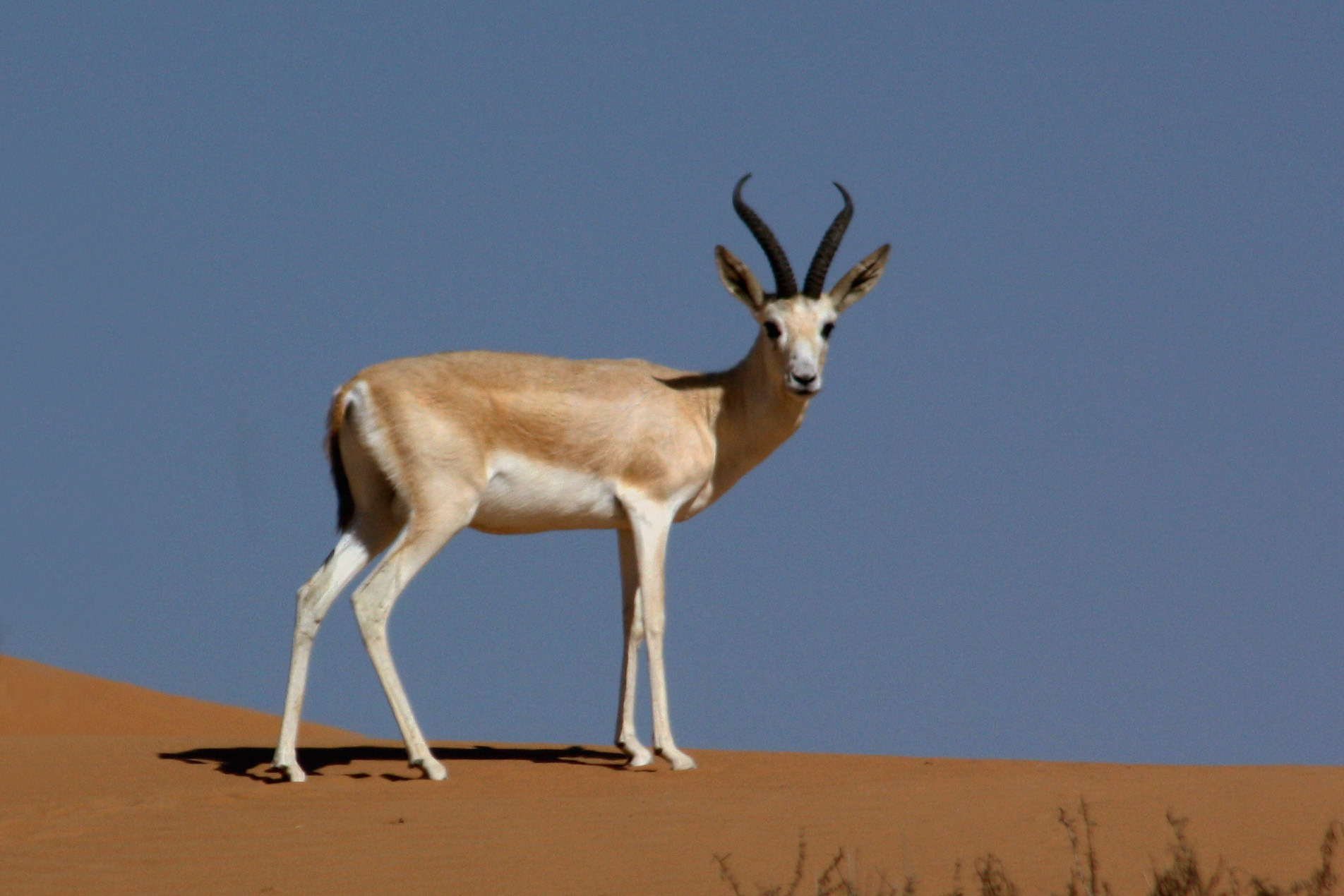
Gazelle à goitre

## Oasis
Les oasis sont historiquement des lieux où s'arrêtaient les caravanes au cours de leur traversée du désert, aussi elles ont été plus ou moins entretenues et florissantes selon les époques, en fonction du degré de prospérité des villes situées sur le même axe routier. Les oasis dont la renommée est la plus constante au cours des siècles sont Garma, Iran (en) (ou Jarmaq), Nay band (fa), Sanij (en). 
Certaines oasis ont offert un asile à des groupes minoritaires fuyant les villes comme les Zoroastriens dans les environs de Yazd,  les Ismaéliens et les Bahais au Khorassan dans le Qaen County (en) et au Balouchistan.

## La question de la désertification
L'augmentation du nombre de la population au cours de la période moderne a entraîné un surpâturage, et une surconsammation de bois par les pasteurs, ce qui a dégradé les parties du désert à couverture végétale.

## Le désert dans la culture persane

### Dans le zoroastrisme
Le zoroastrisme était la religion dominante en Perse avant la conquête musulmane du VIIe siècle. 
Les zoroastriens, jusqu’aux dernières décennies, pratiquaient l'inhumation céleste dans le désert : les morts n'étaient pas enterrés, mais placés au haut de tours isolées, appelées « tours du silence ». En effet, les corps ne devaient  pas contaminer la terre par leur impureté.
Les sanctuaires zoroastriens d’Iran qui restent aujourd'hui sont situés dans le désert, près de la ville de Yazd.
Le nom du fondateur de cette religion, Zoroastre ou Zarathoustra (XIe siècle av. J.-C.) viendrait selon certains linguistes du mot « ushtra », « chameau », et pourrait signifier « propriétaire de chameaux » ; ce prophète passe ainsi pour avoir été un chamelier vivant en bordure des déserts du Lout et du Kavir.

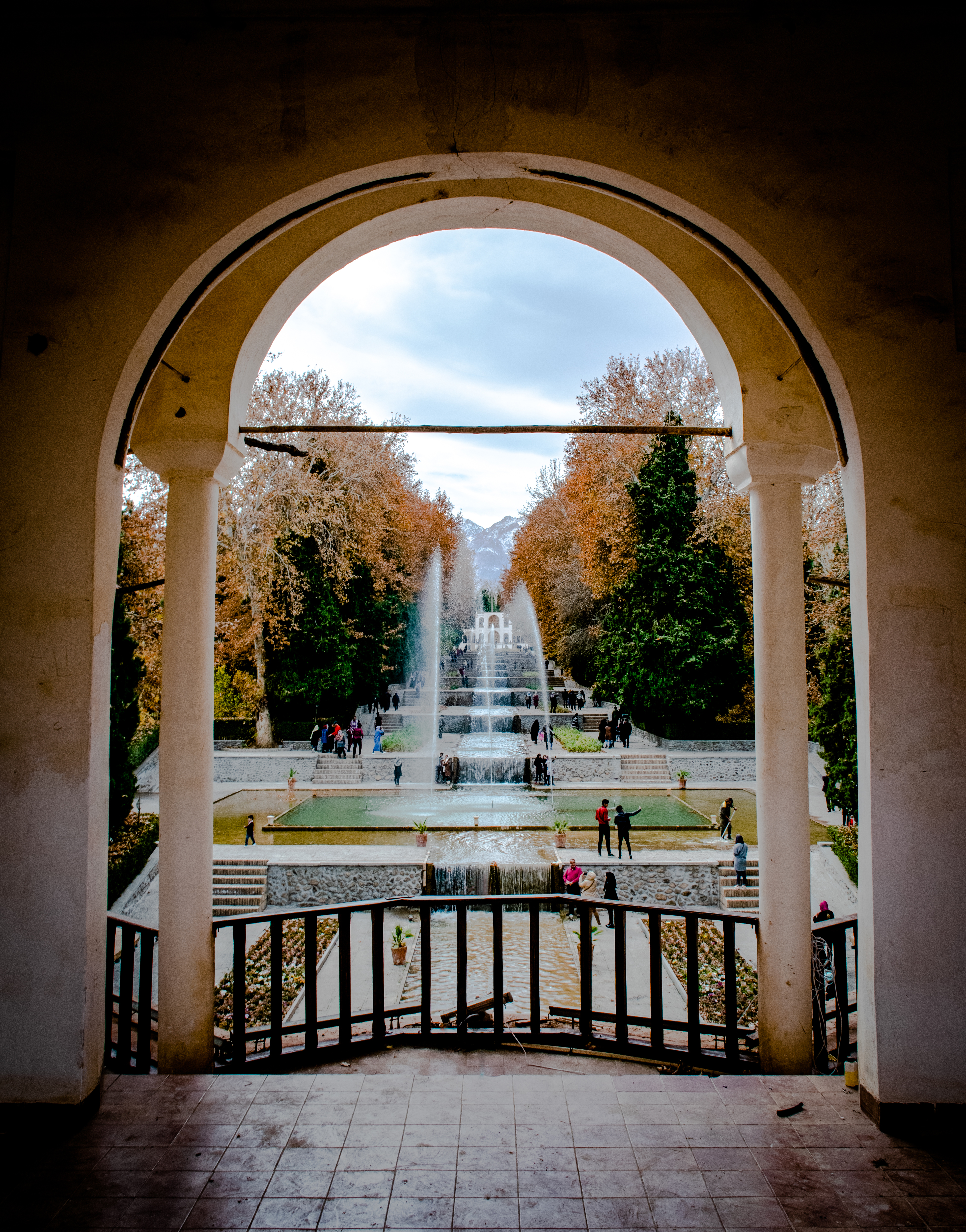
Jardin de Shahzadeh

### Le jardin aux portes du désert
Aujourd'hui encore, selon l'Encyclopædia Iranica, « l'idéal dans la perception iranienne de l'environnement naturel  consiste à associer l'expérience du désert d'une part, et le confort, la sécurité des territoires cultivés d'autre part ». 
Un exemple de cette association est donné par le jardin de Shahzadeh (« jardin du Prince ») au sud-est de Kerman, créé en 1850 à la lisière du Dasht-e Lut, grâce à un système de qanat. Un mur environnant le jardin arrête les tempêtes de sable. Voir l'article Jardin persan.

### La fête de Norouz
Les Iraniens se rendent au seuil du désert pour des activités en plein air à la fin des vacances de Norouz (sizdah bedar) ; ceux qui restent à la maison au treizième jour de la nouvelle année sont censés attirer le mauvais sort.

### La vision négative du désert
Le désert est perçu traditionnellement par la population des villes de manière négative, comme un lieu excessivement dangereux. La plupart des caravanes préféraient contourner les déserts, quitte à passer par des montagnes abruptes, afin d'éviter l'enlisement dans les kavirs, la chaleur torride, les tempêtes de poussière, la soif. Les déserts étaient réputés offrir un refuge aux brigands ; ils pouvaient être des lieux d'embuscades tendues par des  troupes armées.
Les pasteurs vivant dans le désert sont traditionnellement victimes de préjugés de la part des citadins. Aussi, selon l'Encyclopædia Iranica, « dans la littérature persane, le nomade n'a pas de rôle équivalent au  bédouin dans la littérature arabe ».